# L'Usage des armes
L'Usage des armes (titre original (en) Use of Weapons) est un roman de science-fiction écrit par l'auteur écossais Iain Banks en 1990. Ce roman constitue la troisième partie du cycle de La Culture.

## Intrigue
L'intrigue retrace à la manière d'une mosaïque la biographie d'un homme : Cheradenine Zakalwe. Né hors de la Culture, il est recruté par Circonstances Spéciales comme agent intervenant dans les civilisations peu avancées. Le livre retrace ces interventions et la manière dont Zakalwe tente de réparer ses fautes passées.

## Structure
Le livre se compose de deux arcs narratifs auxquels sont alternativement consacrés les chapitres.
- Le premier arc est numéroté dans le sens croissant (un, deux..). il se déroule chronologiquement et narre la manière dont deux agents de La Culture - Diziet Sma et Skaffen-Amtiskaw, un drone - se mettent à la recherche de Zakalwe afin de le recruter pour une nouvelle mission.
- Le deuxième arc narratif se déroule dans le sens antichronologique et est numéroté en chiffres romains (XIII, XII ...) chaque chapitre présente les événements précédents de la vie de Zakalwe.

La structure comprend également un prologue et un épilogue - qui clôt le premier arc narratif - et les chapitres incluent de nombreux  flashbacks. On a donc affaire à une composition comparable à une mosaïque ou à un puzzle.

## Éditions
- Iain M. Banks, L'Usage des armes, Robert Laffont, coll. « Ailleurs et Demain », 1er février 1992, 412 p. (ISBN 978-2-22-107169-4)
  - Iain M. Banks, L'Usage des armes, Paris, Robert Laffont, coll. « Ailleurs et Demain », 4 novembre 2005, 432 p. (ISBN 978-2-22-110549-8)nouvelle édition
- Iain M. Banks, L'Usage des armes, Paris, Le Livre de Poche, 20 novembre 1996, 544 p. (ISBN 978-2-25-307189-1)